# Gheorghe Cercelescu
Gheorghe Cercelescu (n. 1 decembrie 1937, la Drobeta Turnu Severin, d. 23 august 2010, București) a fost un jurnalist român.
A absolvit Liceul Pedagogic din Craiova (1956) și Academia de Studii Economice București, Facultatea de Economie Generală, ca șef de promoție, în 1962.
A fost comentator de politică economică mondială în redacția ziarului Scînteia, din 1962 până în 1989.
A fost publicist comentator al ziarului Adevărul până în 2005, apoi publicist comentator al ziarului Gândul.